# Boża Wola (Subkarpaten)
Boża Wola is een dorp in de Poolse woiwodschap Subkarpaten. De plaats maakt deel uit van de gemeente Mielec en telt 129 inwoners.